# De qué hablamos cuando hablamos de amor
De qué hablamos cuando hablamos de amor es una colección de cuentos del escritor estadounidense Raymond Carver publicada en 1981; así como el título de una de las historias de la colección.
Al igual que su colección de cuentos anterior, la obra se cataloga dentro de la ficción minimalista al igual que dentro del movimiento del «realismo sucio».

## Cuentos
La colección contiene los siguientes cuentos:
- ¿Por qué no bailáis?
- Visor
- El señor Café y el señor Arreglos
- Belvedere
- Veía hasta las cosas más minúsculas
- Bolsas
- El baño
- Diles a las mujeres que nos vamos
- Después de los tejanos
- Tanta agua tan cerca de casa
- La tercera de las cosas que acabaron con mi padre
- Una conversación seria
- La calma
- Mecánica popular
- Todo pegado a la ropa
- De qué hablamos cuando hablamos de amor
- Una cosa más